# Contea di Ogle
La contea di Ogle ( in inglese Ogle County ) è una contea dello Stato dell'Illinois, negli Stati Uniti. La popolazione al censimento del 2000 era di 51 032 abitanti. Il capoluogo di contea è Oregon.